# Prigoria
Prigoria es una comuna ubicada en el distrito de Gorj, Rumania.

## Superficie
Cuenta con una superficie de 66,90 kilómetros cuadrados.

## Demografía
Hasta 2021 la población era de 2709 habitantes, con una densidad de población de 40,49 habitantes por kilómetro cuadrado.